# Eliksir (programski jezik)
Eliksir (engl. Elixir, izgovor : Eliksir) je funkcionalan jezik. Njegovim tvorcem smatra se Jose Valim, koji je ovaj jezik dizajnirao 2011. godine. Ovaj jezik je nedavno postao izuzetno interesantan, naročito Rubi i Erlang programerima. Joe Armstrong, jedan od pronalazača Erlanga, podržao je i pohvalio ovaj novonastali jezik.
Pri kreiranja programskog jezika Eliksir veliki uticaj u smislu sintakse imao je jezik Rubi. U Eliksiru ne postoje objekti i klase, već se sve zasniva na funkcijama i rekurziji. Takođe, Eliksir preuzima mnoge koncepte iz programskih jezika kao što su , , i . Ovaj programski jezik dizajniran je za izgradnju skalabilnih i lako održivih aplikacija, jednostavne je i moderne sintakse. Mnogo zanimljivih projekata u vezi sa robotikom je rađeno u Elixiru zbog njegove funkcionalne prirode, izuzetnog rada u distrubiranim sistemima i tolerancije na greške, koja je na jako visokom nivou.
Takođe se uspešno koristi u razvoju veba i u domenu ugradnog softvera. Jezik Eliksir radi uz podršku Erlang virtualne mašine koja je karakteristična po minimalnom kašnjenju i zavidnoj toleranciji na greške.

### Kompatibilnost sa Erlang-om
Eliksir radi na Erlangovoj virtualnoj mašini. Erlang je jezik koji se koristi na Eriksonovim telekomunikaconim sistemima i jako je skalabilan i siguran.
Jezik Erlang i Eliksir dele iste bajt kodove, što omogućava Eliksiru da pozove bilo koju Erlang funkciju.
```
iex
>
 
:erlang
.
localtime

{{
2013
,
 
10
,
 
22
},
 
{
0
,
 
14
,
 
29
}}

```

Poziv erlang.localtime je poziv Erlang funkcije. U Erlangu, funkcija će biti pokrenuta 
```
 
erlang
:
 
localtime
 


```

.
Eliksir programer može takođe da koristi bilo koju Erlangovu biblioteku.

### 
Eliksir interaktivna konzola iex (engl. Elixir's interactive shell) je glavni modul za interakciju sa programskim jezikom Eliksir.
Ono što je komanda irb u programskom jeziku Rubi to je iex u Eliksiru. 
Iex podržava komandu h() koja pruža pomoć programeru i daje pristup dokumentaciji. Da bismo pristupili Enum modulu ukucaćemo h(Enum) i dobiti potrebne informacije, a ukoliko želimo da pristupimo funkciji Enum modula potrebno je ukucati h(Enum.nazivfunkcije).

## Karakteristike jezika

### Skalabilnost
Eliksir kod izvršava se u nitima koje su izolovane i međusobno razmenjuju informacije putem poruka.
```
current_process
 
=
 
self

 

 
spawn_link
(
fn
 
->
 
send
 
current_process
,
 
{
:msg
,
 
"zdravo svete"
}

end
)

receive
 
do

  
{
:msg
,
 
contents
}
 
->
 
IO
.
puts
 
contents

end

```

Nije neuobičajno da se stotine hiljada procesa obrađuju paralelno u istoj mašini. Dobra izolacija procesa omogućava da ih sakupljač otpadaka lako ukloni, što utiče na efikasnost izvršavanja i omogućava korišćenje svih resursa (vertikalno skaliranje).
Procesi su takođe u stanju da komuniciraju sa drugim procesima koji rade na različitim mašinama u istoj mreži. Ovo omogućava programeru da sprovodi rad na više čvorova istovremeno (horizontalno skaliranje).

### Tipovi u programskom jeziku Eliksir
Osnovni tipovi u programskom jeziku Eliksir su :
- celobrojni tip
- realni tip
- logički tip
- atomi
- niske
- liste
- torke

```
iex
>
 
1
 
# celobrojni tip

iex
>
 
0x1F
 
# celobrojni tip

iex
>
 
1.0
 
# realni tip

iex
>
 
true
 
# logički tip

iex
>
 
:atom
 
# atom 

iex
>
 
"elixir"
 
# niska

iex
>
 
[
1
,
 
2
,
 
3
]
 
# lista

iex
>
 
{
1
,
 
2
,
 
3
}
 
# torka

```

Posmatrajmo sledeći kod : 
```
iex
>
 
1
 
+
 
2

3

iex
>
 
5
 
*
 
5

25

iex
>
 
10
 
/
 
2

5.0

```

Primetimo da 10/2 vraća realan broj 5,0 umesto celog broja 5. Ovo je očekivano jer u Eliksiru operator / uvek vraća float (realan broj). Ako želimo da dobijemo ceo broj ili ostatak pri deljenju, možemo pozvati funkcije div ili rem:
```
s

iex
>
 
div
(
10
,
 
2
)

5

iex
>
 
div
 
10
,
 
2

5

iex
>
 
rem
 
10
,
 
3

1

```

Primetimo da zagrade nisu potrebne da bi se pozvala funkcija.

#### Realan tip
Realan (float) tip zahteva tačku iza koje se navodi najmanje jedna cifra, a takođe podržava i slovo e kao eksponent pomoću kojeg se predstavlja realan broj:
```
iex
>
 
1.0

1.0

iex
>
 
1.0e-10

1.0e-10

```

Realni tip u Eliksiru zauzima 64-bita i dvostruke je tačnosti.
Funkcija round() se koristi da bi se dobio najbliži ceo broj u datom floatu, a funkcija trunc() da se dobije celobrojni deo float podatka.
```
iex
>
 
round
(
3.58
)

4

iex
>
 
trunc
(
3.58
)

3

```

#### Logički tipovi
Logički tip podataka u Eliksiru moze imati vrednost tačno (True) ili netačno (False)
```
iex
>
 
true

true

iex
>
 
true
 
==
 
false

false

```

#### Atomi
Atomi su konstante čije je ime ujedno i njihova vrednost :
```
iex
>
 
:pas

:pas

iex
>
 
:pas
 
==
 
:mačka

false

```

U logičkom tipu podataka ključne reči true i false su u stvari atomi :
```
iex
>
 
true
 
==
 
:true

true

iex
>
 
is_atom
(
false
)

true

iex
>
 
is_boolean
(
:false
)

true

```

#### Niske(Stringovi)
Stringovi u Eliksiru se pišu između dvostrukih navodnika.
```
iex
>
 
"papagaj"

"papagaj"

```

Stringovi se mogu štampati pomoću funkcije IO.puts iz IO modula.
```
iex
>
 
IO
.
puts
 
"pepa
\n
prase"

pepa

prase

:ok

```

Dužinu niske određujemo pomoću funkcije String.length().
```
iex
>
 
String
.
length
(
"zdravo"
)

5

```

#### Povezane liste
Liste se u programskom jeziku Eliksir predstavljaju uz pomoć zagrada [ ]. Članovi liste mogu biti bilo kog tipa.
```
iex
>
 
[
1
,
 
2
,
 
true
,
 
3
]

[
1
,
 
2
,
 
true
,
 
3
]

```

Dve liste mogu da se sabiraju i oduzimaju korišćenjem ++ i -- operatora:
```
iex
>
 
[
1
,
 
2
,
 
3
]
 
++
 
[
4
,
 
5
,
 
6
]

[
1
,
 
2
,
 
3
,
 
4
,
 
5
,
 
6
]

iex
>
 
[
1
,
 
true
,
 
2
,
 
false
,
 
3
,
 
true
]
 
--
 
[
true
,
 
false
]

[
1
,
 
2
,
 
3
,
 
true
]

```

#### Torke
Torke se definišu uz pomoć vitičastih zagrada { }.
```
iex
>
 
{
:ok
,
 
"Marina"
}

{
:ok
,
 
"Marina"
}

iex
>
 
tuple_size
 
{
:ok
,
 
"Marina"
}

2

```

### Osnovni operatori
U prethodnom delu, videli smo da Eliksir podržava aritmetičke operatore +, -, *, /, kao i funkcije div i rem koje služe za količnik i ostatak pri deljenju kod celobrojnih tipova.
Stringovi se nadovezuju uz pomoć operatora <>:
```
iex
>
 
"papa"
 
<>
 
"gaj"

"papagaj"

```

Eliksir takođe obezbeđuje tri logička operatora : ,  i .
Ovi operatori očekuju logičku vrednost (true ili false) kao njihov prvi argument.
```
iex
>
 
true
 
and
 
true

true

iex
>
 
false
 
or
 
is_atom
(
:primer
)

true

```

Zadavanje vrednosti koje nisu logičkog tipa će izbaciti izuzetak.
```
iex
>
 
1
 
and
 
true

**
 
(
ArgumentError
)
 
argument
 
error
:
 
1

```

Pored ovih logičkih operatora, Eliksir koristi i ||, && i ! koji se mogu primeniti na bilo koje tipove. 
Za ove operatore, sve vrednosti osim false i nil će biti  :
```
# or

iex
>
 
1
 
||
 
true

1

iex
>
 
false
 
||
 
11

11

# and

iex
>
 
nil
 
&&
 
13

nil

iex
>
 
true
 
&&
 
17

17

# !

iex
>
 
!
true

false

iex
>
 
!
1

false

iex
>
 
!
nil

true

```

Eliksir takođe koristi operatore poređenja ==, !=, ===, !==, <=, >=, <, i > koji vraćaju rezultat logičkog tipa (true i false).
```
iex
>
 
1
 
==
 
1

true

iex
>
 
1
 
!=
 
2

true

iex
>
 
1
 
<
 
2

true

```

Razlika između == i === je u tome što je drugi strožiji pri poređenju celog i realnog tipa.
```
iex
>
 
1
 
==
 
1.0

true

iex
>
 
1
 
===
 
1.0

false

```

U Eliksiru možemo da poredimo dva različita tipa podataka:
```
iex
>
 
1
 
<
 
:atom

true

```

### Operator jednakosti
U ovom poglavlju ćemo pokazati da je = operator jednakosti u Eliksiru i kako ga koristimo u strukturi podataka.
```
iex
>
 
x
 
=
 
1

1

iex
>
 
x

1

iex
>
 
1
 
=
 
x

1

iex
>
 
2
 
=
 
x

**
 
(
MatchError
)
 
no
 
match
 
of
 
right
 
hand
 
side
 
value
:
 
1

```

Primetimo da je 1 = x validan izraz, a to važi jer su leva i desna strana jednake 1. Promenljiva se može dodeliti samo sa leve strane, a kada se promenljiva nađe sa desne strane, operator = proverava jednakost. Kada jednakost nije ispunjena ispisaće se 'MatchError' .
```
iex
>
 
1
 
=
 
unknown

**
 
(
CompileError
)
 
iex
:
1
:
 
undefined
 
function
 
unknown
/
0

```

Pošto promenljiva unknown nije prethodno definisana,
Eliksir će pokušati da pozove funkciju pod nazivom unknown , ali takva funkcija ne postoji.
Operator jednakosti se ne koristi samo za proveru jednakosti nad jednostavnim promenljivim, nego je koristan i za razlaganje složenijih struktura podataka. Na primer, možemo ga upotrebiti i nad torkama.
```
iex
>
 
{
a
,
 
b
,
 
c
}
 
=
 
{
:student
,
 
"Paja"
,
 
42
}

{
:hello
,
 
"world"
,
 
42
}

iex
>
 
a

:student

iex
>
 
b

"Paja"

```

Operator jednakosti će izbaciti grešku ako strane nisu uporedive, na primer, ako su torke različite veličine:
```
iex
>
 
{
a
,
 
b
,
 
c
}
 
=
 
{
:hello
,
 
"world"
}

**
 
(
MatchError
)
 
no
 
match
 
of
 
right
 
hand
 
side
 
value
:
 
{
:hello
,
 
"world"
}

```

I takođe ako poredimo različite tipove podataka:
```
iex
>
 
{
a
,
 
b
,
 
c
}
 
=
 
[
:hello
,
 
"world"
,
 
42
]

**
 
(
MatchError
)
 
no
 
match
 
of
 
right
 
hand
 
side
 
value
:
 
[
:hello
,
 
"world"
,
 
42
]

```